# Jean Delaveyne
Jean Delaveyne, né le 22 mai 1919 à Marolles-en-Hurepoix et mort le 25 novembre 1996 au Pecq (Yvelines), est un chef cuisinier français. Cuisinier très créatif, il fut un pionnier de la nouvelle cuisine, ainsi que le mentor de certains grands chefs, tels que Michel Guérard, Joël Robuchon, Alain Senderens, Claude Peyrot ou encore Jacques Chibois.

## Biographie

### Apprentissage
Jean Delaveyne entre en tant qu'apprenti pâtissier à l'âge de 12 ans chez le traiteur-pâtissier Thomas à Saint-Maurice, le 20 juillet 1931. Diplôme en poche, il fait le tour des cuisines parisiennes avant de s'engager dans l'armée à la suite de la Seconde Guerre mondiale. 
En 1952, il reçoit le titre de Meilleur ouvrier de France pâtissier.

### Le Caméliade Bougival
En 1957, il s'installe au restaurant Le Camélia de Bougival dans lequel il connaît très vite le succès. Servant une cuisine originale et légère, il acquiert une première étoile au guide Michelin en 1963, puis la seconde en 1972, mais n'obtient jamais la récompense suprême car on lui reproche une cuisine trop aléatoire.
Pionnier de la nouvelle cuisine dans sa façon d'alléger le répertoire classique, il fait preuve d'une très grande créativité dès le début des années 1970.
De 1987 à 1990, il fait partie des invités de l'émission culinaire hebdomadaire Quand c'est bon ?… Il n'y a pas meilleur ! diffusée sur FR3 et animée par François Roboth.

## Plats réputés
- Poularde aux concombres (1970)[5]
- Salade d'écrevisses à la pimprenelle (1972)
- Civet de langouste (1972)
- Cassolette de brochet aux nouilles (1972)[6]